# Escuela de Medicina de Damasco
La Escuela de Medicina de Damasco (كلية الطب البشري في جامعة دمشق&) es una institución de educación especializada en medicina, farmacia y odontología.

## Historia
Aunque existen vestigios de prácticas de curandería y sanación entre los Amorreos desde hace más de 3000 años a.c. en la antigüedad esta escuela se fundó en el año 706 a. C. por iniciativa de personajes como el califa omeya El-Welid quien además de instituirla de manera inicial dio lugar a la fundación de hospitales que ofrecían servicios de manera gratuita a la población. En sus inicios, esta escuela destacó por su perspectiva práctica-religiosa de la medicina fundamentada en el aristotelismo y en los trabajos de Hipócrates, integrando a ello conocimientos locales y de otros confines del mundo islámico así como de Atenas, Alejandría, Beirut y Gaza. Al hacer referencia al término Ciencia musulmana o medicina musulmana es preciso tener en cuenta que ello refiere un cuerpo doctrinal fijado en textos en idioma árabe, pero que en su mayoría proceden de Grecia, la India, Persia y Siria por lo que las contribuciones de los árabes supuestamente han sido pocas.
De acuerdo a un decreto del año 931, el califa Af Muqtadir,  estableció  la obligación de obtener mediante un examen (Icaza) el título que habilitaba al estudiante a ejercer de manera legal la profesión y sus distintas especialidades por lo que esto representó el principio normativo de la práctica. Al igual que el modelo de enseñanza seguido en otros lugares del mundo islámico, en el primer año de estudio los textos eran Ars medica de Galeno y primera y segunda secciones del Tratado de fiebres de Avicena, en el segundo año se estudiaba el primer libro del Canon de Avicena y el noveno libro de Rhamzés, y en el tercer año los Aforismos de Hipócrates y obras escogidas de Galeno.
Durante el siglo XII en el mandato de Saladin quien se hacía acompañar por dieciocho médicos (ocho musulmanes, cinco judíos, cuatro cristianos y un samaritano) Damasco gozó de gran reputación como centro de enseñanza médica surgiendo de esta escuela o próximos a ella una pléyade de galenos cuyas vidas y obras se encuentran referidas en el texto Historia de los médicos de autores como Ibn Abi Usaybia quien cita un listado de varios médicos destacados de la Escuela de Damasco o vinculados a esta institución además de sus traducciones de Dioscórides. A lo anterior, es preciso destacar la obra de médicos y filósofos Sirios como Ibn Nafis y Dakhwar además de Al Farabi quien no obstante a vivir próximo a Persia se encontraba vinculado a esta institución. De suma importancia para este conocimiento también fueron Avicena y el racionalista Al Razi (Rhazes) quien intentaba mostrar la imposibilidad de conciliar filosofía y religión. Otro de los médicos de relevancia fue Narsai afiliado también a la Escuela de Edessa y Juan de Damasco, conocido también como Mansur quien tradujo y elaboró textos de farmacopea y botánica medicinal además de alquimia (3). De manera que en el año de 1157 se funda un hospital psiquiátrico en la ciudad de Alepo dependiente de esta escuela donde además se ofrecían servicios médicos en otras especialidades.
El desarrollo de Persia como lugar de ciencia médica posterior al año 632 a. C. permitió que médicos viajeros y exploradores llegaran hasta los confines de Siria con el propósito de compartir el conocimiento adquirido en aquellos lugares, lo cual amplió las perspectivas, contenidos y métodos de enseñanza de la institución damascena. 
En la Edad Media la escuela se vio influenciada por los trabajos de Galeno pero también de algunos doctos surgidos del califato de Bagdad en los siglos VIII y IX. Las prácticas terapéuticas y profilácticas contemplaban las tres ramas galénicas tradicionales constituidas por la dietética, la farmacología y la cirugía.
Una de las aportaciones más importantes de esta escuela a la difusión del pensamiento científico de la época fue el hecho de haber otorgado subsidios a estudiantes quienes traducían textos griegos al sirio y después al árabe. A su vez, existieron encargos independientes y traducciones solicitadas por ejemplo por los hijos de Musa Ibn Shaker o particulares. Algunos de estos textos no hacían referencia necesaria a la medicina, pues entre ellos se encontraban textos de jurisprudencia, matemáticas, astronomía y botánica provenientes de otras latitudes y llevados a Siria por el intercambio de las rutas comerciales o el resguardo de coleccionistas o anticuarios. Posiblemente algunos de estos estudiantes de medicina dejaron la tradición comercial o anticuaria de sus antecesores con el propósito de estudiar medicina quizás no con muchos recursos aunque obteniendo de esta manera lo suficiente para costearse la profesión de la manera al igual que la de textos, encuadernación y labores de catalogación. A la par de sus estudios en medicina los alumnos se aficionaban a otras artes o ciencias complementarias o inclusive dispares a su práctica. Con ello, quedó parcialmente resuelto un problema de dispersión lingüística y cultural en la enseñanza de la medicina al convertirse el árabe en Lingua franca de esta enseñanza, pero también, ello es un síntoma de las discontinuidades históricas de la época así como de la conformación multicultural de una ciudad como Damasco.
A partir del siglo XII se establecieron algunos hospitales dependientes de esta escuela en lo que a métodos de enseñanza y paliativos se refiere, tales como los de Nuri (1154) y Arghun Al-Kamili (1354) en Alepo y Qaymari (1248) en la ciudad de Damasco. Además de los conocimientos griegos y latinos en la materia se añaden los descubrimientos locales y la influencia de médicos europeos aunque sin perder el sentido autóctono de esta ciencia. Destaca la labor en la Edad Media de Albucasis y su Enciclopedia o Al-Tasrif donde compilaba aproximadamente treinta volúmenes de saber médico, lo cual tuvo una influencia en el devenir de la medicina Siria.
En la era moderna, la Escuela Otomana de Medicina de Damasco fue fundada nuevamente el 31 de agosto de 1903 por el sultán Abdul Hameed. A partir de entonces se ha transformado en uno de los centros de estudios médicos más importantes del Oriente Medio. Sin embargo, en 1914 durante la Primera Guerra Mundial la sede se reubicó en Beirut cerrando sus puertas por dicha causa y abriéndolas de nuevo en 1916 exentando del servicio militar a docentes y estudiantes. Con la ocupación aliada de Líbano y Siria, la escuela se independizó de la influencia francesa devuelta a los jesuitas. Después de 1918 y durante un periodo de dieciocho años, en la escuela se graduaron 240 médicos y 289 farmacéuticos la mayoría Sirios aunque también turcos y armenios que vivían en aquellas latitudes. Es en 1924 cuando se funda una publicación especializada en el tema.
En la actualidad, además de las escuelas de enfermería y odontología precedidas del más grande centro de enseñanza de lengua árabe en todo el mundo islámico, cuenta con infraestructura que alberga las aulas de diversas ramas del conocimiento auditorios, laboratorios, biblioteca y espacios para la discusión. De manera general, la Universidad de Damasco a la cual pertenece tiene, una población de 197.493 estudiantes y posee algunos de los más importantes hospitales de medio oriente además de un Centro Digital Francófono.